# Andrei Marc
Andrei Ovidiu Marc (n. 29 aprilie 1993, Piatra-Neamț, Neamț, România) este un fotbalist român, care joacă pe post de atacant la Chiajna în Liga a II-a. Pe plan internațional, are prezențe la națională pentru România Sub-21 și România Sub-19.